# Unione Sportiva Albese 1976-1977
Questa voce raccoglie le informazioni riguardanti l'Unione Sportiva Albese nelle competizioni ufficiali della stagione 1976-1977.

## Rosa
| N. |                   | Ruolo | Calciatore         |
| -- | ----------------- | ----- | ------------------ |
|    | Italia (bandiera) | A     | Alberto Carelli    |
|    | Italia (bandiera) | D     | Claudio De Gasperi |
|    | Italia (bandiera) | P     | Sergio Eberini     |
|    | Italia (bandiera) | D     | Claudio Fantini    |
|    | Italia (bandiera) | C     | Gianni Furlano     |
|    | Italia (bandiera) | A     | Ernesto Gentiluomo |
|    | Italia (bandiera) | C     | Enrico Lombardi    |
|    | Italia (bandiera) | D     | Liviano Luciani    |
|    | Italia (bandiera) | A     | Olinto Magara      |

| N. |                   | Ruolo | Calciatore         |
| -- | ----------------- | ----- | ------------------ |
|    | Italia (bandiera) | D     | Roberto Manica     |
|    | Italia (bandiera) | D     | Pietro Mattaini    |
|    | Italia (bandiera) | A     | Osvaldo Pavoni     |
|    | Italia (bandiera) | C     | Salvatore Rampanti |
|    | Italia (bandiera) | D     | Franco Rossi       |
|    | Italia (bandiera) | C     | Oscar Saioni       |
|    | Italia (bandiera) | C     | Mauro Soro         |
|    | Italia (bandiera) | D     | Giuseppe Strumia   |
|    | Italia (bandiera) | A     | Aldo Tilotta       |